# Egbert Bartholomeusz Kortenaer
Egbert Bartolomeusz Kortenaer eller Egbert Meussen Cortenaer (Groningen ca. 1604 – ved Lowestoft 13 juni 1665) var en hollandsk admiral. I stedet for Meussen bruger man også navnet Meeuwisz.
Kortenaer blev født i Groningen, Holland som søn af en soldat. Han blev bådsmand i 1626, og styrmand i 1636. I 1630 giftede han sig med en kvinde fra Dunkerque. Kvinden døde barnløs i 1636. I 1643 blev han overstyrmand på admiral Maarten Tromp's flagskib, ved navn Aemilia. Aemilia blev solgt i 1647, men Kortenaer blev Tromp's overstyrmand igen i 1651 på hans nye flagskib Brederode.
I den første engelsk-hollandske krig kæmpede Kortenaer i hvert søslag, hvori skibet Brederode deltog. I Slaget ved Dungeness blev han såret, og han mistede det højre øje og den højre hånd. 10. april 1653 blev han forfremmet til orlogskaptajn. Efter Maarten Tromp døde i Slaget ved Scheveningen overtog Kortenaer kommandoen over hans eskadre. 21. oktober 1653 blev han forfremmet til kaptajnløjtnant.
Kortenær spillede en stor rolle i Slaget i Øresund (8. november 1658) i den anden Karl Gustav-krig. Han overtog kommandoen over flagskibet de Eendragt fra sin kommandant Jacob van Wassenaer Obdam, som blev ramt af et gigtanfald. Kortenaer ledte den centrale del af den hollandske flåde i slaget mod den svenske flåde. Den hollandske flåd sejrede, og til sidst førte det til befrielsen af København fra den svenske belejring. Den danske konge, Frederik 3. af Danmark tildelte Kortenaer Elefantordenen efter slaget.
29. januar 1665 blev Kortenaer forfremmet til admiralløjtnant. Under det første søslag i den anden engelsk-hollandske krig, slaget ved Lowestoft (13. juni 1665), ledte Kortenaer den forreste del af den hollandske eskadre fra skibet Groot Hollandia. Han døde i slaget, da en kanonkugle ramte hans hofte.
På Kortenaers grav i Laurenskirken i Rotterdam er der et digt af Gerard Brandt indgraveret:
De Heldt der Maes verminckt aen oog en rechterhandt
(Helten af Maas, lemlæstet ved øje og højrehånd)
En echter 't oog van 't Roer De vuyst van 't Vaderlandt
(Og dog rorets øje, fædrelandets knytnæve)
De groote KORTENAER de schrick van 's vyands vlooten
(Den store KORTENAER, skrækken hos fjendernes flåder)
D'ontsluyter van de sondt leyt in dit graf beslooten
(Han som åbnede Øresund ligger i denne grav)